# Wikipedia tiếng Slovak
Wikipedia tiếng Slovak  (Slovenská Wikipédia) là một phiên bản của Wikipedia bằng tiếng Slovak. Dự án bắt đầu vào ngày 23 tháng 9 năm 2003 và chỉ được kích hoạt vào mùa hè năm 2004. Dự án đạt 15.000 bài viết vào tháng 9 năm 2005 và 50.000 bài vào tháng 8 năm 2006 và 100.000 bài vào tháng 8 năm 2008. Vào ngày 28 tháng 8 năm 2008, dự án đã có hơn 100.000 bài.
Wikipedia tiếng Slovak là một trong số ấn bản Wikipedia lớn bằng tiếng Slovak. Có một lượng lớn bài viết ngắn do bot tạo ra ở phiên bản ngôn ngữ này.